# Omecillo-Tumecillo ibaia / Río Omecillo-Tumecillo
Omecillo-Tumecillo ibaia / Río Omecillo-Tumecillo este o arie protejată (arie specială de conservare — SAC, sit de importanță comunitară — SCI) din Spania întinsă pe o suprafață de 132,64 ha, integral pe uscat.

## Localizare
Centrul sitului Omecillo-Tumecillo ibaia / Río Omecillo-Tumecillo este situat la coordonatele 42°50′25″N 3°05′03″W / 42.8402°N 3.0841°V.

## Înființare
Situl Omecillo-Tumecillo ibaia / Río Omecillo-Tumecillo a fost declarat sit de importanță comunitară în noiembrie 2000 pentru a proteja 18 specii de animale. Situl a fost protejat și ca arie specială de conservare în martie 2015.

## Biodiversitate
Situată în ecoregiunea mediteraneană, aria protejată conține 11 habitate naturale: Lande oro-mediteraneene cu formațiuni endemice de grozamă, Pante stâncoase calcaroase cu vegetație casmofită, Pajiști uscate europene, Pajiști uscate seminaturale și facies de acoperire cu tufișuri pe substraturi calcaroase (Festuco-Brometalia) (* situri importante pentru orhidee), Păduri de Quercus ilex și Quercus rotundifolia, Galerii de Salix alba și de Populus alba, Păduri aluvionare cu Alnus glutinosa și Fraxinus excelsior (Alno-Padion, Alnion incanae, Salicion albae), Râuri de munte și vegetația lor lemnoasă cu Salix elaeagnos, Pseudostepă cu ierburi și specii anuale de Thero-Brachypodietea, Fânețe de joasă altitudine (Alopecurus pratensis, Sanguisorba officinalis), Păduri iberice de Quercus faginea și Quercus canariensis.
La baza desemnării sitului se află mai multe specii protejate:
- păsări (15): pescăruș albastru (Alcedo atthis), mierla de apă (Cinclus cinclus), cuc (Cuculus canorus), muscar negru (Ficedula hypoleuca), Hippolais polyglotta, capîntortură (Jynx torquilla), privighetoare (Luscinia megarhynchos), muscar sur (Muscicapa striata), grangur (Oriolus oriolus), ciuf-pitic (Otus scops), codroșul de pădure (Phoenicurus phoenicurus), lăstun de mal (Riparia riparia), scatiu (Spinus spinus), turturică (Streptopelia turtur), pupăză (Upupa epops)
- mamifere (2): vidră de râu (Lutra lutra), nurcă (Mustela lutreola)
- pești (1): Parachondrostoma miegii

Pe lângă speciile protejate, pe teritoriul sitului au mai fost identificate 5 specii de pești.